# Desmond Koch
Desmond Koch (Estados Unidos, 10 de mayo de 1932-25 de enero de 1991) fue un atleta estadounidense, especializado en la prueba de lanzamiento de disco en la que llegó a ser medallista de bronce olímpico en 1956.

## Carrera deportiva
En los JJ. OO. de Melbourne 1956 ganó la medalla de bronce en el lanzamiento de disco, llegando hasta los 54.40 metros, tras sus compatriotas Al Oerter que con 56.36 m consiguió batir el récord olímpico, y Fortune Gordien (plata).